# DAIM

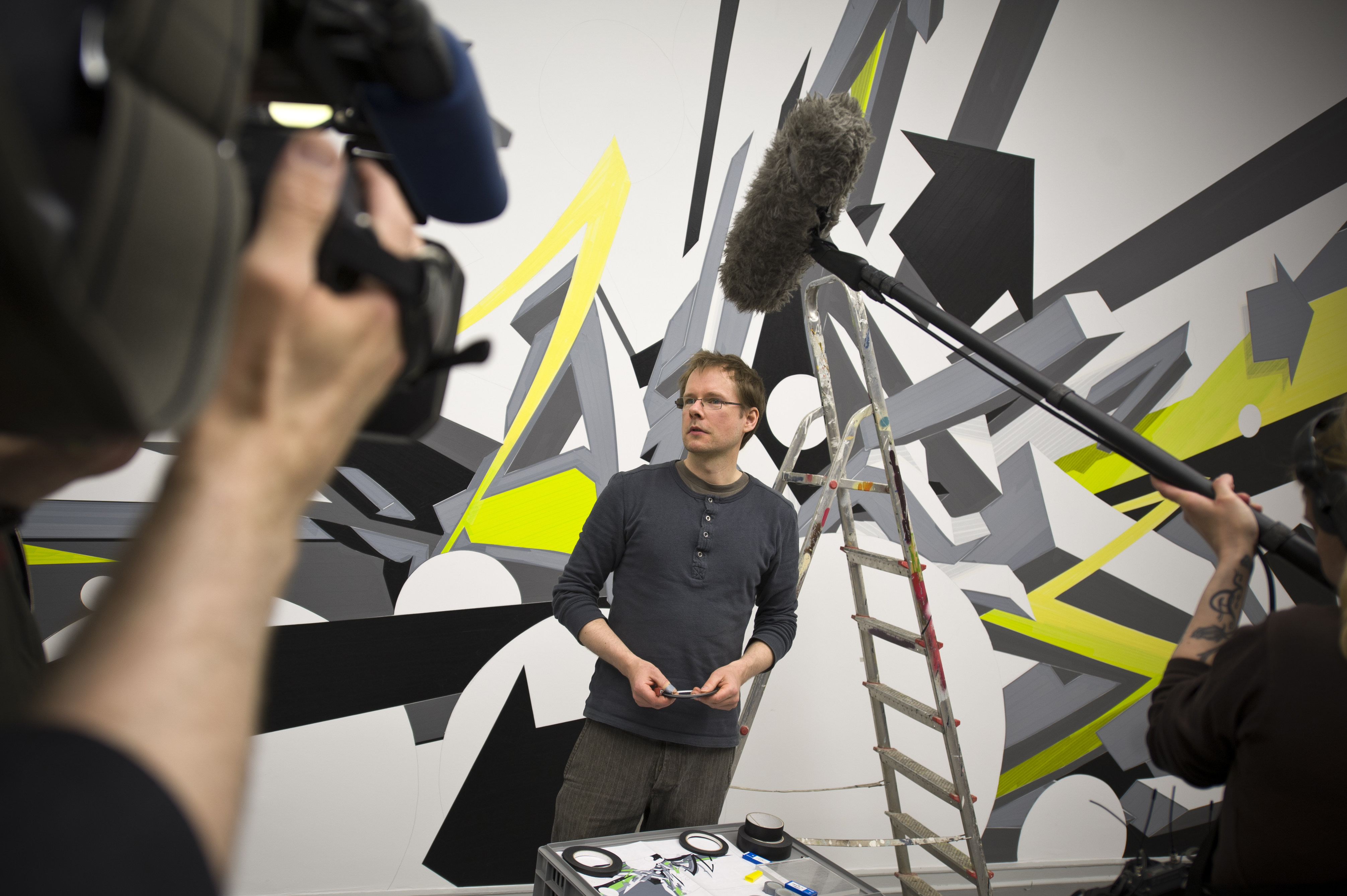
Mirko Reisser (DAIM) vor dem Werk „DAIM – up and around“, Wuppertal, 2011

DAIM (* 1971 in Lüneburg; eigentlich Mirko Reisser) ist ein deutscher Graffiti-Writing-Künstler. Er ist vor allem für seine großformatigen Graffiti-Arbeiten im 3D-Stil bekannt. Dies gilt als sein Markenzeichen. Technisch wird er dabei zu den besten Graffiti-Künstlern der Welt gezählt.

## Leben
1989 entstanden die ersten Graffiti-Arbeiten von DAIM, damals noch unter dem Writing-Namen CAZA, den er bis 1992 beibehielt. Bereits 1990 sprühte er erste Auftragsarbeiten, 1991 begann er, direkt nach dem Abschluss seines Abiturs, als selbständiger Künstler zu arbeiten und nannte sich fortan DAIM. Diesen Namen variierte er in späteren Jahren auch zu DEIM. 1996 begann er das Studium der Freien Kunst an der Hochschule für Gestaltung und Kunst Luzern (Schweiz). 1999 gründete DAIM zusammen mit den Künstlern Gerrit Peters (Tasek) und Heiko Zahlmann (Rkt one) die Ateliergemeinschaft getting-up in Hamburg. Das Künstlerkollektiv setzt seit mehr als fünfzehn Jahren gemeinsam Projekte um, die auch international Aufmerksamkeit finden. Während seiner künstlerischen Laufbahn hat DAIM bereits große Teile der Welt bereist und an einer Vielzahl von Museums- und Galerie-Ausstellungen teilgenommen. Er setzte eine große Anzahl an Kunstprojekten um, einige davon ebenso als Initiator und Mitorganisator.
DAIM wird seit dem Jahr 2005 vertreten durch die Galerie ReinkingProjekte in Hamburg. Seit 2010 auch von der Galerie MaxWeberSixFriedrich in München.

## Werk
Zu Beginn der 1990er Jahre gelang es DAIM, die Graffiti-Szene durch einen neuen Stil zu revolutionieren: Seine Bekanntheit erlangte der Künstler mit seinem Signum, die vier Buchstaben seines Writer-Namens im dreidimensionalen Stil immer wieder neu zu kreieren. Die in Graffiti allgemeingültig verwendeten Outlines der Buchstaben setzte er nicht ein, vielmehr wurden die Farben durch die Anwendung von Licht- und Schatteneffekten so platziert, dass der Eindruck entstand, die Buchstaben schwebten im Raum und seien greifbar. Er wird in der Szene als 3D-Style bezeichnet. DAIM hatte bereits vor dem Beginn seiner Graffiti-Laufbahn fotorealistisch gezeichnet und ließ sich von Künstlern wie Van Gogh oder Dalí dazu anregen, die Außenlinien zu vernachlässigen, um Formen vielmehr durch Schattierungen entstehen zu lassen und somit dreidimensional darzustellen.
In Reissers Werk geht es oft um Gegensätzliches wie die Reduktion auf die vier Buchstaben seines Pseudonyms DAIM, die er in komplexe Schrift-Gebilde entwirft. Die einzelnen Buchstaben werden konstruiert und wirken doch oft dekonstruiert.

„DAIM lässt seine Buchstaben zerfallen, zersprengen, zerfetzen, ja regelrecht zerspritzen, so als wäre ihr Anblick nur in einer kostbaren Millisekunde möglich. Dann wieder scheint es genau andersherum, als befände sich das Buchstabengefüge aus schwer durchschaubaren, komplexen Strukturen gerade im Zustand der Formation, kurz vor dem Abschluss, sich zu einem Ganzen zu fügen. Das Programm von DAIM beinhaltet beides: sowohl die Konstruktion wie auch die Dekonstruktion eines Wortes – irgendwo im Pulsschlag zwischen Auslöschen und Einbrennen taucht es aus einer synästhetischen Sphäre auf, das WORT: Es entsteht aus dem Nichts und droht auch wieder dorthin zu verschwinden; doch in dem Moment, in dem es sich konstituiert, scheint es als agiere es selbst, frei und losgelöst von der Inhaltslast, die es eigentlich transportieren sollte …“

Dem Künstler gelingt es, Buchstaben so zu konstruieren, wie Architekten Formen entwerfen:

„Durch die Dekonstruktion von Typographie und Schriftzügen sind die technik-affinen Sprayer von heute wie JOKER, DELTA und DAIM in einer aufregenden Position. Sie spannen eine Brücke zwischen der dekonstruktiven Welt Derridas, der Bedeutung in Frage stellte, und der von Architekten wie Lebbeus Woods, Thom Mayne und Zaha Hadid, die Form anzweifeln. Das Ergebnis ist eine hybride Typogritektur, in der Buchstaben organisiert, reorganisiert und in den dreidimensionalen Raum geformt werden, ohne den Oberflächen-Beschränkungen ausgeliefert zu sein, die Sprayern auferlegt sind, die auf die Stadt und die Straße angewiesen sind. Dies soll nicht bedeuten, dass Sprayer nicht mehr von traditionellen Letter-Formen abhängig sind – denn dies sind sie sehr wohl. Durch die Offenbarung des elementaren Kerns der Buchstabenformationen, erweisen die Künstler, die von deren Auflösung besessen sind, traditionellen Formen Ehrerbietung, während sie sie gleichzeitig aktuell und lebendig halten.“

Die Werke sind zu einem Teil höchst selbstbewusst und nach außen gerichtet, geht es doch auch immer wieder darum, den eigenen Namen auf sehr einnehmende Weise darzustellen. In einem sehr viel subtileren Teil, der eher im Arbeitsprozess des Künstlers zum Vorschein kommt, sind die Werke jedoch geprägt von großer Zurückhaltung, von einem In-sich-gehen, das fast meditative Züge annehmen kann.

„Meine Schriftzüge sind Selbstporträts.“

„Den Charakter der Buchstaben formen und seinen eigenen dabei entdecken. Suchen, probieren, variieren, perfektionieren.
Versuchen den geöffneten Kreis zu schließen um dabei schon wieder den nächsten zuöffnen. Den einen oder anderen auch mehrmals gehen, um sich seiner sicher zu sein, aber ihn auch hinter sich zulassen, wenn es gilt sich auf die neuen zu konzentrieren.[…]Die Welt entdecken und von ihr entdeckt werden. Den Platz für sich und seine Arbeit suchen und ihn in sich zu finden. Suchen, probieren, variieren, perfektionieren….. immer und immer weiter.“

Neben der klassischen Sprühdose erstellt DAIM seit 2007 auch ganze Wandarbeiten aus verschieden farbigen und breiten Papier-Klebebändern. Skulpturen, Objekte und 3D-Relief-Arbeiten entstehen ebenso wie Arbeiten auf Papier sowie digital erstellte Editions-Drucke.

## Frühe Karriere
Das erste Piece sprühte DAIM zusammen mit Björn Warns, der heute als Schiffmeister der Band Fettes Brot bekannt ist, und seinem Bruder an einem Stromhaus hinter dem Garten seines Elternhauses. DAIM, damals noch unter dem Writing-Namen CAZA, sprühte seine ersten, noch illegalen Graffiti-Arbeiten in einer Zeit, als in Hamburg nach einigen Festnahmen eine Tiefphase in der Szene herrschte. Amerikanische Einflüsse auch durch erste Reisen in die USA spielten eine Rolle, das erste Graffiti-Buch des Künstlers war jedoch Graffiti Live – Die Züge gehören uns. Dadurch wurde sein Stil vor allem auch durch europäische und deutsche Sprüher geprägt. Die Styles von Loomit, Skena und Zebster, die damals in einem Bericht über die Münchner Flohmarkthallen im Stern zu sehen waren, faszinierten ihn. In den ersten zwei Jahren seiner Laufbahn lernte der Künstler zunächst Hesh und dann auch Loomit, mit dem er später diverse große Wandarbeiten in vielen Ländern der Erde realisierte, kennen. Hesh wurde für mehrere Jahre sein Partner bei gemeinsamen, überwiegend in Hamburg und New York realisierten Wandarbeiten.

### Illegalität
DAIM wurde einmal mit 17 Jahren in Hamburg und später noch einmal in New York aufgegriffen: 1995 wurden DAIM und HESH beim Besprühen einer Wand des Basketballplatzes der Grundschule 107 in den Bronx von der Polizei auf frischer Tat ertappt. Die Künstler mussten sich wegen Sachbeschädigung, Hausfriedensbruch und dem Besitz von Graffiti-Material verantworten. Das mögliche Strafmaß könne von gemeinnützigen Arbeiten bis zu einem Jahr Gefängnis reichen, berichtete damals die Sprecherin der Staatsanwaltschaft, Charisse Campbell. Beide wurden jedoch nach den Verhandlungen auf freien Fuß entlassen, da im Vorfeld die Genehmigung des Kunstlehrers eingeholt worden war.

### Crews

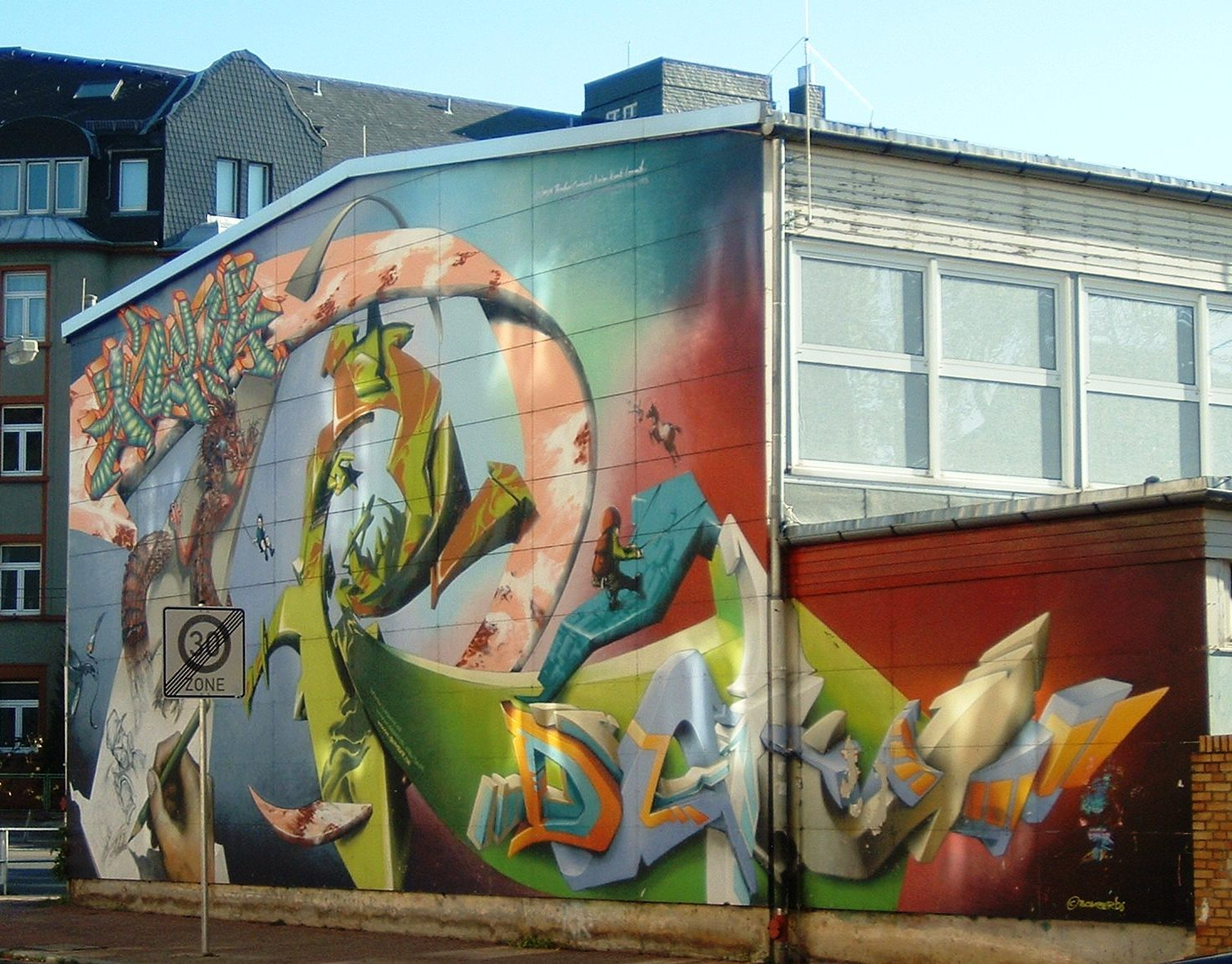
Wandarbeit von DAIM und anderen Crew-Mitgliedern an der Sophienschule Frankfurt, 1998

DAIM ist Mitgründer von tcd (trash-can design), der ersten Crew, der der Künstler angehörte. Eine der bekanntesten Crews, denen DAIM angehört, ist die amerikanische FX Crew. 1995 wurde er nach New York eingeladen und in die Crew aufgenommen. Weitere Crews: fbi (Fabulous Bomb Inability), suk (Stick-Up Kids), es (Evil Sons) und gbf (Gummibärchenfront).

## Projekte
DAIM nahm 2009 am Projekt ARTotale der Leuphana Universität Lüneburg teil. 36 internationale Streetart-Künstler wurden dazu in die Stadt eingeladen. 2006 nahm er am Skulpturenprojekt sculpture@CityNord in Hamburg teil. Auch diese Ausstellung wurde von Rik Reinking kuratiert. Ebenso verwirklichte er Projekte mit Opel (mit Lena Meyer-Landrut) und Volvo (Volvo Art Session 2011 und 2013) und ist Mitinitiator der Urban Discipline Ausstellungen.

### Urban-Discipline-Ausstellungen
Die Urban-Discipline-Ausstellungen, deren erste im Jahr 2000 von DAIM in Zusammenarbeit mit Gerrit Peters und Heiko Zahlmann konzeptioniert, kuratiert und organisiert wurde, gehören zu den weltweit wichtigsten Graffiti-Ausstellungen. Os Gêmeos sprachen in Interviews von einem großartigen Projekt. Urban Discipline sei eine der ersten und immer noch größten je durchgeführten Graffiti-Ausstellungen gewesen, die auch Künstlern wie Daniel Man und Banksy zu einem wichtigen Karriereschritt verhalfen. Den Organisatoren war es wichtig, in einer Zeit, in der Graffiti nicht mehr bloß als Schmiererei galt, aber immer noch nicht wirklich ernst genommen wurde, für dessen Etablierung als Kunstform zu kämpfen Internationale Stars der Szene kamen bereits zur ersten Ausstellung nach Hamburg. Die wichtigsten Vertreter der internationalen Graffiti- und Street-Art-Szene versammelten sich daraufhin auch für die nächsten zwei Jahre, in denen das Projekt weiterhin von getting-up organisiert wurde. 2001 stellen in der Alten Postsortierhalle am Hamburger Stephansplatz neben Os Gêmeos aus Brasilien und Martha Cooper aus New York Künstler aus der ganzen Republik sowie aus Brasilien, Österreich, Frankreich, den USA und der Schweiz aus. Auch 2002 kommen noch einmal 34 internationale Künstler aus der ganzen Welt zusammen, um auf 1700 Quadratmetern in den Astra-Hallen, im Hamburger Stadtteil St. Pauli, auszustellen.

### tagged in motion & nextwall
Weitere sehr bekannte Projekte des Künstlers entstanden in Zusammenarbeit mit der Agentur Jung von Matt/Next für tagged in motion und nextwall. Für nextwall wurde eine Wand von DAIM und weiteren Graffiti-Künstlern gestaltet, um später interaktive Elemente wie QR-Codes und Objekterkennung in die Wand einzufügen, die es erlaubten, Informationen direkt auf mobile Endgeräte zu transferieren. Tagged in motion war ein erstes Experiment, um augmented reality mit Graffiti zu verbinden. Es wurde DAIM darin durch eine 3D-Brille möglich, seine Arbeiten im Raum zu sprühen und sie dann in Dreidimensionalität zu betrachten. Das Video auf YouTube erreichte bereits in den ersten Tagen über 500.000 Klicks. Zahlreiche Award-Teilnahmen folgten.

### Dock-Art
Zweieinhalb Jahre lang arbeiteten DAIM und Heiko Zahlmann, als künstlerische Leitung, in Zusammenarbeit mit Lothar Knode an dem Projekt Dock-Art. Das 2000 m² große Graffito wurde 2001 gegenüber den Landungsbrücken am Hamburger Hafen an der Außenwand des Docks 10 der Werft Blohm + Voss enthüllt.

### Mural Global
Im Rahmen von Mural Global, ein weltweites Wandmalprojekt zur Agenda 21, realisierte DAIM im Jahr 2001, gemeinsam mit den brasilianischen Graffiti-Künstlern Os Gêmeos, Vitché, Herbert Baglione und Nina Pandolfo sowie mit den deutschen Graffiti-Künstlern Loomit, Codeak und Tasek, ein 300 m² großes Wandbild in São Paulo. Das Wandbild liegt unter einem Viadukt des Beneficência-Portuguesa-Krankenhauses auf der Avenida 23 de Maio und beinhaltet das Thema Luft, Erde, Wasser und Feuer.
Das Projekt Mural Global, eine Initiative von Farbfieber e. V. Düsseldorf, unter Schirmherrschaft der UNESCO, in dessen Rahmen bisher 80 Wandbilder entstanden sind, wurde mit dem Innovationspreis Soziokultur 2002 des Fonds Soziokultur ausgezeichnet.

### Zeichen der Zeit

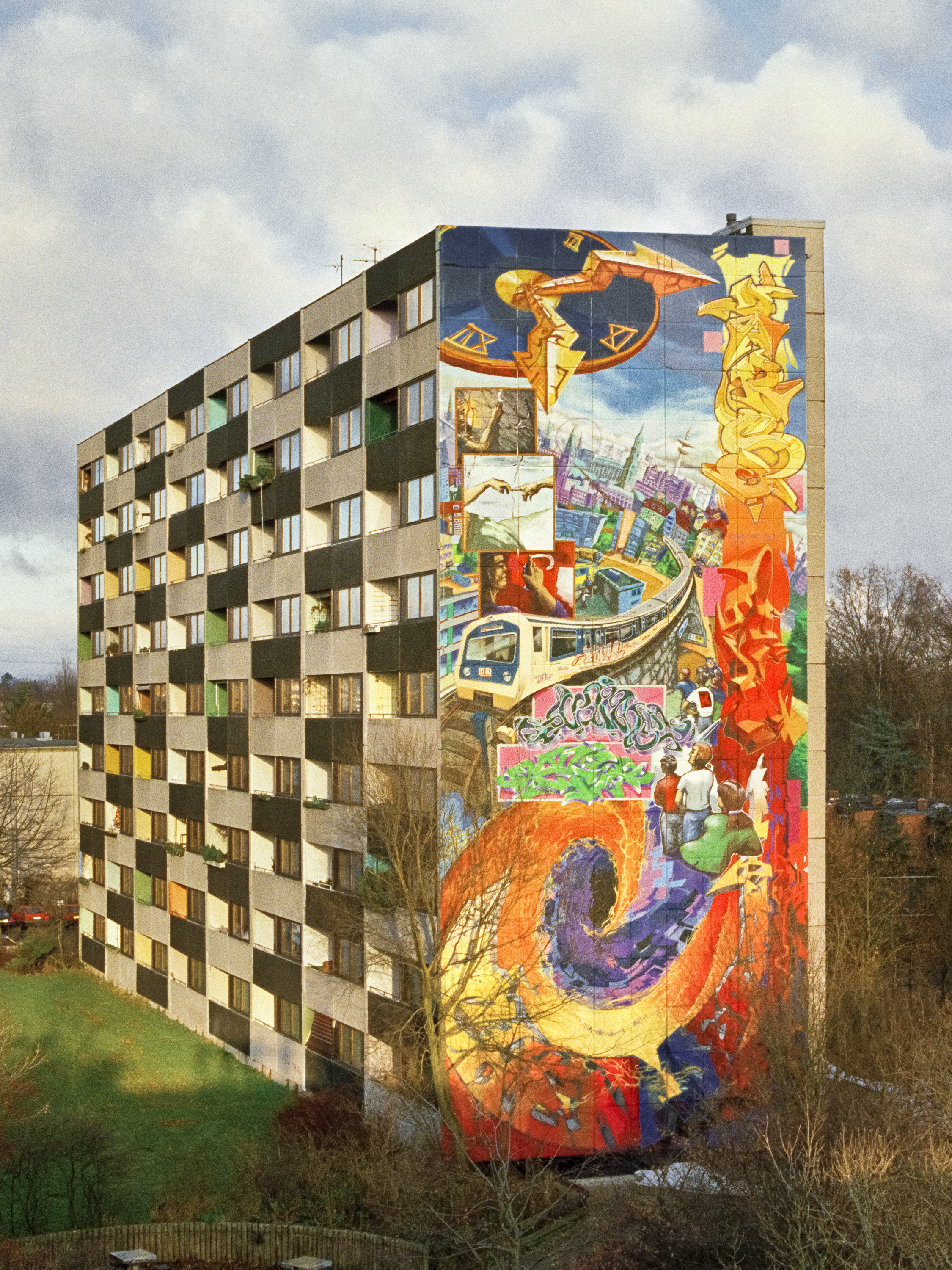
Zeichen der Zeit. Otto-Schumann-Weg, Hamburg-Lohbrügge (Bergedorf)

Die künstlerische Leitung übernahm DAIM ebenso für Zeichen der Zeit. Die Arbeit bekam einen Eintrag ins Guinness-Buch der Rekorde für das höchste Graffito der Welt. Zusammen mit Darco, Loomit, Hesh, Vaine und weiteren, unter organisatorischer Leitung von Lothar Knode, entstand im Dezember 1995 das Graffito von insgesamt 300 m² Fläche an einer Hochhaus-Fassade in Hamburg-Lohbrügge. 1000 Sprühdosen benötigten die Künstler für das 30 Meter hohe und 11 Meter breite Kunstwerk. Es zeigt eine Komposition aus Schrift- und Bildelementen sowie Zitaten aus Meisterwerken der Wandmalerei.

## Werke in Sammlungen
Der Künstler ist in folgenden Sammlungen vertreten (Auswahl):
- Sammlung Arsenale Novissimo, Venedig[77]
- Sammlung  MuCEM , Marseille[78][79]
- Sammlung ArtFonds21, Frankfurt[80]
- Sammlung Reinking, Hamburg[81][82]
- Sammlung Klingspor-Museum, Offenbach am Main[83]

## Ausstellungen (Auswahl)
- 2002: getting-up im FREIRAUM, Museum für Kunst und Gewerbe Hamburg.[84]
- 2003: Young primitives, Groeningemuseum, Brügge, Belgien.
- 2005: Schon vergeben – Sammlung Reinking, Art Cologne, Köln.
- 2005: Passion des Sammelns, Sammlung Federkiel/Sammlung Reinking , Alte Baumwollspinnerei Halle 14, Leipzig.
- 2006: Minimal Illusions – Arbeiten mit der Sammlung Rik Reinking, Villa Merkel, Esslingen.
- 2007: ID, Kunstverein Buchholz, Buchholz.[85][86]
- 2007: tapingDAIM, ReinkingProjekte, Hamburg.[87]
- 2007: Walls – L’arte al Muro, Fondazione Bevilacqua La Masa, Venedig, Italien.
- 2007: Wakin Up Nights, de Pury & Luxembourg, Zürich, Schweiz.[88][89]
- 2007: Still on and non the wiser, Von der Heydt-Museum, Kunsthalle Barmen, Wuppertal.[90]
- 2007: Aktive Konstellationen, Haus der Kunst der Stadt Brünn, Tschechische Republik.
- 2008: fresh air smells funny, Kunsthalle Dominikanerkirche, Osnabrück.[18][91]
- 2008: Call it what you like! Collection Rik Reinking, KunstCentret Silkeborg Bad, Dänemark.[92][93]
- 2009: Urban-Art – Werke aus der Sammlung Reinking, Weserburg Museum für moderne Kunst, Bremen.[15][94]
- 2010: DAIM – coming out, Galerie MaxWeberSixFriedrich, München.[14]
- 2011: Street Art – meanwhile in deepest east anglia, thunderbirds were go…, Von der Heydt-Museum, Kunsthalle Barmen, Wuppertal.[12][13]
- 2012: Corner to Corner – Hinz&Kunzt StrassenKunztEdition, Kupferdiebe Galerie, Hamburg.[95]
- 2013: Abstraction 21 | DAIM&LOKISS, Galerie Hélène Bailly, Paris, Frankreich.[96]
- 2013: HANSEstreetartWORKS, MARTa Herford Museum, Herford.[97]
- 2013: POESIA – Werke aus der Sammlung Reinking, Städtische Galerie Delmenhorst, Delmenhorst.[98]
- 2014: Existenzielle Bildwelten | Sammlung Reinking, Weserburg Museum für moderne Kunst, Bremen.[99]
- 2014: Beyond melancholia. Sammlung Reinking | Museum für Völkerkunde Hamburg | 1, Museum für Völkerkunde Hamburg, Hamburg.[100]

## Reisen und Einflüsse auf lokale Szenen
Im Jahr 2001 bereiste DAIM im Rahmen der Graffiti World Tour viele Länder weltweit, darunter Brasilien, Mexiko, Thailand, Australien und die USA. Doch auch bereits vor und nach diesem umfassenden Projekt reist der Künstler viel, wodurch er international wahrgenommen wurde und seine Arbeiten Eindrücke hinterließen.
Auch dadurch, dass DAIM seine Arbeiten bereits ab 1996 auf einer der ersten Websites zum Thema Graffiti, Art-Crimes und ab 1997 auf einer eigenen Website zeigte, führte zu einer hohen weltweiten Verbreitung und Anerkennung.
Obwohl die USA als die Wiege der Graffiti gelten, ließen sich auch die amerikanischen Sprüher durchaus von Tendenzen aus Europa beeinflussen. BG138 aus der Tats crew bestätigt in einem Interview, dass Europa in mancher Hinsicht fortschrittlicher wäre, so zum Beispiel auch bezüglich des 3D-Stils und einer sehr kooperativen Arbeitsweise, wie DAIM und Loomit sie prägten. In den USA entstanden ebenso Arbeiten in Los Angeles und Miami. Crome, ein bekannter Writer aus Miami, spricht darüber, DAIM und Loomit kennengelernt zu haben und beeindruckt davon gewesen zu sein, wie viel Planung sie in ihre Arbeiten steckten. Der Writer Pest aus Miami spricht davon, wie DAIM und Loomit nach Miami kamen und (deutsche) Belton-Sprühdosen mitbrachten. Dadurch veränderte sich die Farbpalette der heimischen Writer.
Auch in Argentinien hinterließen DAIMs Arbeiten Spuren: Die argentinische Graffiti-Szene begann sich ab dem Anfang der 1990er Jahre zu entwickeln. Ein Großteil dieser Entwicklung passierte durch den Einfluss reisender Künstler.
Doch auch in Europa lässt sich der Einfluss der Arbeiten erkennen. So zum Beispiel in der Schweiz, in die DAIM ab 1996 zum Studium zog, oder in Griechenland, in das er 1997 eingeladen wurde.

## Soziales
DAIM realisierte während seiner Laufbahn bereits mehrere wohltätige Projekte: Mit Gefangene helfen Jugendlichen e. V.  kooperierte er für ein Projekt, das die Visualisierung der Grundidee des Vereins beinhaltete. Der Verein arbeitet gefängnisintern und verfolgt das Ziel, Jugendlichen den Alltag in einer Justizvollzugsanstalt näherzubringen.
Der Jamliner ist ein Projekt der Staatlichen Jugendmusikschule Hamburg und des MusikSchulVereins e. V. , Förderverein der Jugendmusikschule. Jugendliche ab zwölf Jahren aus sozial schwachen Vierteln Hamburgs können so direkt vor Ort und kostenlos eine „rollende Musikschule“ besuchen.
Mit dem Graffiti- und Street Art Workshop Stylekickz hatten einmal im Jahr Jugendliche die Möglichkeit, mit professioneller Unterstützung ein künstlerisches Projekt zu realisieren, um sich dabei in lebensnahen und -relevanten Themen zu qualifizieren.
In Zusammenarbeit mit dem Hamburger Straßenmagazin Hinz&Kunzt brachte DAIM die erste StrassenKunztEdition heraus. Zweimal jährlich bietet das Magazin Werke von Street-Art Künstlern in limitierter Auflage zum Verkauf an.
Ebenso unterstützte der Künstler bereits mehrere Wohltätigkeitsauktionen mit seinen Arbeiten, wie SOS-Kunststücke, 152 Kunst macht Schule und die Kunstauktionen der Stiftung Überleben.

## Filme
- Die 1993 vom NDR gezeigte 45-minütige Reportage Die Sprayer begleitet DAIM zusammen mit anderen Hamburger Sprayern und untersucht Graffiti als Phänomen zwischen Vandalismus und Kunst.[118]
- Eine Dokumentation über die FX-Crew, Regie von Philip Thorne. FX – The Video. (In Englisch) Produziert von Abstract Video Inc., Seaford, NY, USA, 1989, Länge: 90 min., VHS.
- Der Film Urban Discipline – Graffiti-Art Documentation zeigt die Werke von Urban Discipline und porträtiert die Graffiti-Künstler aus der ganzen Welt, die DAIM zusammen mit getting-up für die Ausstellung im Jahr 2002 nach Hamburg einlud. Die endgültig produzierte DVD ist noch nicht erschienen.[119]
- Beim Film Bomb It, aus dem Jahr 2007, handelt es sich um eine der aufwendigsten und ausführlichsten Dokumentationen über die Graffiti-Bewegung. Altes und seltenes Originalmaterial zeigt einige der bekanntesten und besten Graffitikünstler weltweit.[120]
- AlterEgo porträtiert in 9 Großstädten in 7 verschiedenen Ländern 17 verschiedene Graffiti-Künstler. Die Protagonisten sprechen unter anderem über ihre Motivation den öffentlichen Raum für ihren persönlichen Ausdruck zu nutzen und ihre Sichtweise auf die Rolle und Position der Graffiti in der Kunstwelt. Veröffentlicht im Jahr 2009.[121]
- Die 90-minütige Dokumentation still on and non the wiser zur gleichnamigen Ausstellung in der Kunsthalle Barmen des Von der Heydt-Museums Wuppertal zeichnet durch sehr persönliche Interviews eindringliche Porträts der Künstler und fängt ebenso den Schaffensprozess der Arbeiten vor der Ausstellung ein.[122][123]
- Der Film Alltag von DAIM von Christian Brodack, aus dem Jahr 2012, zeigt den Alltag des Künstlers und dessen Arbeit während der Entstehung der ersten wohltätigen StrassenKunztEdition, die DAIM in Kooperation mit dem Hamburger Strassenmagazin Hinz&Kunzt realisierte.[124]

## Veröffentlichungen
- DAIM: Skizzen. In: Backjumps – Sketchbook. 3. Auflage, Backjumps, Berlin (1999) ISBN 3-9806846-0-1, S. 27.
- Mirko Reisser, Pius Portmann: DAIMMATE: Die Entwicklung des Graffiti. Hochschule für Gestaltung und Kunst Luzern, Luzern 1997 (eingeschränkte Vorschau in der Google-Buchsuche [abgerufen am 27. Januar 2014] Diplomarbeit von Pius Portmann, Jahresarbeit von Mirko Reisser).
- Christian Brodack: DAIM: graffiti-art. Eigenverlag, Hamburg 1998 (Monografie).
- Mirko Reisser, Gerrit Peters, Heiko Zahlmann (Hrsg.): Urban Discipline 2000: Graffiti-Art. 1. Auflage. Urban Discipline: Graffiti-Art, Nr. 1. getting-up, Hamburg 2000, ISBN 3-00-006154-1 (eingeschränkte Vorschau in der Google-Buchsuche [abgerufen am 2. Februar 2013] Ausstellungskatalog).
- Mirko Reisser, Gerrit Peters, Heiko Zahlmann (Hrsg.): Urban Discipline 2001: Graffiti-Art. 1. Auflage. Urban Discipline: Graffiti-Art, Nr. 2. getting-up, Hamburg 2001, ISBN 3-00-007960-2 (eingeschränkte Vorschau in der Google-Buchsuche [abgerufen am 2. Februar 2013] Ausstellungskatalog).
- Mirko Reisser, Gerrit Peters, Heiko Zahlmann (Hrsg.): Urban Discipline 2002: Graffiti-Art. 1. Auflage. Urban Discipline: Graffiti-Art, Nr. 3. getting-up, Hamburg 2002, ISBN 3-00-009421-0 (eingeschränkte Vorschau in der Google-Buchsuche [abgerufen am 2. Februar 2013] Ausstellungskatalog).
- Mirko Reisser, Lena Mwinkand, Sarah Behrend: DAIM: daring to push the boundaries. 1. Auflage. getting-up, Hamburg 2004, ISBN 3-00-014155-3 (eingeschränkte Vorschau in der Google-Buchsuche [abgerufen am 2. Februar 2013] Monografie).
- Arne Rautenberg: grenzgaenger: ein buch über DAIM – mirko reisser. Hrsg.: Anne-Katrin Reinl. Eigenverlag, Hamburg 2008 (Monografie).
- Rik Reinking, Johannes Stahl, Belinda Grace Gardner, Arne Rautenberg: Mirko Reisser (DAIM) 1989–2014. Hrsg.: Mirko Reisser. 1. Auflage. Drago Media Kompany, Rom 2014, ISBN 978-88-98565-01-6 (Monografie).

## Weiterführende Literatur
- Oliver Schwarzkopf (Hrsg.): Graffiti Art: Deutschland – Germany. (=Graffiti Art, Band 1). Schwarzkopf & Schwarzkopf, Berlin 1994, ISBN 3-929139-58-8, S. 88–91, 101, 120–127.
- Bernhard van Treeck: Writer Lexikon: American Graffiti. Edition Aragon, Berlin 1995, ISBN 3-89535-428-7, S. 38.
- Scum, Cheech H, Techno 169: Theorie des Styles: Die Befreiung des Alphabets. Style Only Workgroup, München 1996, S. 79–81.
- Bernhard van Treeck: Graffiti Lexikon. Völlig überarb. Neuausgabe. Schwarzkopf & Schwarzkopf, Berlin 1998, ISBN 3-89602-160-5, S. 66.
- Sebastian Krekow, Jens Steiner, Mathias Taupitz: HipHop-Lexikon: Rap, Breakdance, Writing & Co: Das Kompendium der HipHop-Szene. Lexikon Imprint Verlag, Berlin 1999, ISBN 3-89602-205-9, S. 91.
- Sebastian Krekow, Jens Steiner: Bei uns geht einiges: Die deutsche HipHop-Szene. Schwarzkopf & Schwarzkopf, Berlin 2000, ISBN 3-89602-329-2, S. 155.
- Sascha Verlan, Hannes Loh: 20² Jahre HipHop in Deutschland. 2. Auflage. Hannibal Verlag, Höfen 2002, ISBN 3-85445-184-9 (eingeschränkte Vorschau in der Google-Buchsuche [abgerufen am 16. Januar 2014] 2. überarb. Ausgabe).
- Nicholas Ganz, Tristan Manco: Graffiti World: Street Art from five Continents. Thames&Hudson, London 2004. (deutsch: Graffiti World: Street Art aus fünf Kontinenten. Schwarzkopf & Schwarzkopf, Berlin 2005, ISBN 3-89602-677-1, S. 176ff).
- Hajo Schiff: getting-up: Farbgeruch in der Luft. In: Kunsttermine. Band 4, 2005, ISSN 1438-745X, S. 24–31.
- Eva Martens, Petra Nietzky, Rik Reinking: sculpture@CityNord: Das temporäre Skulpturenprojekt 2006. Galerie Borchardt, Hamburg 2007, ISBN 978-3-937014-53-1, S. 94–97. (Ausstellungskatalog)
- Julia Reinecke: Street-Art: Eine Subkultur zwischen Kunst und Kommerz. 1. Auflage. Transcript Verlag, Bielefeld 2007, ISBN 978-3-89942-759-2, S. 22–35 (eingeschränkte Vorschau in der Google-Buchsuche [abgerufen am 16. Januar 2014]).
- Maximiliano Ruiz: Graffiti Argentina. Thames & Hudson, 2008, ISBN 978-0-500-51441-2, S. 8ff.
- Ian Lynam: Parallel Strokes. Wordshape, Japan 2008, ISBN 978-0-615-18307-7, S. 66–79. (Interview und diverse einfarbige Abbildungen)
- Kiriakos Iosifidis: Mural Art: Large Scale Art from Walls Around the World. Publikat Verlag, Mainaschaff 2008, ISBN 978-3-939566-22-9, S. 87–92, 143, 168, 223, 270ff.
- Sven Nommensen, Iben From: Call it what you like!: Collection Rik Reinking. KunstCentret Silkeborg Bad, Dänemark 2008, ISBN 978-87-91252-23-5, S. 22–25 (Ausstellungskatalog).
- Gerhard Finckh, Toke Lykeberg: still on and non the wiser: an exhibition with selected urban artists. Publikat Verlag, Mainaschaff 2008, ISBN 978-3-939566-20-5, S. 26ff., 76-83. (Ausstellungskatalog)
- André Lindhorst, Rik Reinking: Fresh Air Smells Funny: an exhibition with selected urban artists. Kehrer Verlag, Heidelberg 2009, ISBN 978-3-939583-94-3, S. 31ff., 98–103. (Ausstellungskatalog)
- Ingo Clauß, Stephen Riolo, Sotirios Bahtsetzis: Urban Art: Werke aus der Sammlung Reinking. Hatje Cantz, Ostfildern 2009, ISBN 978-3-7757-2503-3, S. 26ff., 142–145.
- Magda Danysz, Mary-Noelle Dana: From Style Writing to Art: A Street Art Anthology. Drago, Italien 2009, ISBN 978-88-88493-52-7, S. 224–227.
- Deborah Lock: Children's Book of Art: An introduction to the world's most amazing paintings and sculptures. Dorling Kindersley Verlag, 2009. (deutsch: Das ist Kunst!: Alles über berühmte Gemälde und Skulpturen. Übersetzt von Christiane Wagler. Dorling Kindersley Verlag, 2010, ISBN 978-3-8310-1592-4, S. 96).
- Kiriakos Iosifidis: Mural Art, Vol. 3: Murals on Huge Public Surfaces Around the World from Graffiti to Trompe L'Oeil. Publikat Verlag, Mainaschaff 2010, ISBN 978-3-939566-28-1, S. 78ff.
- Claudia Willms: Sprayer im White Cube. Tectum Verlag, Marburg 2010, ISBN 978-3-8288-2473-7, S. 17, 73.
- Anouk Poelmann: Volvo Art Session 2011. Limitierte Auflage. Edition A&Z, Zürich 2011, ISBN 978-3-9523913-0-3, S. 12ff., 48–57, 134ff.
- Sven Nommensen, Christoph Selke: 10 Jahre – 62 Ausstellungen. Kunstverein Buchholz, Buchholz i.d. Nordheide 2011, S. 44. (Ausstellungskatalog)
- Andrea von Goetz: Kunstresidenz Bad Gastein: Stipendiaten 2011. VGS Art, Hamburg 2011, ISBN 978-3-00-036083-1, S. 68–78.
- Arne Fiehl, Jonn Rübcke: I-Punkt Skateland Hamburg: 1990–2000. Boardstein Verlag, Hamburg 2012, S. 29, 93, 238ff.
- Volvo Car Switzerland: Volvo Art Session 2013. Limitierte Auflage. Edition A&Z, Zürich 2013, ISBN 978-3-9523913-2-7, S. 68–79, 94.
- Annett Reckert, Rik Reinking: POESIA – Werke aus der Sammlung Reinking. Städtische Galerie Delmenhorst, 2013, ISBN 978-3-944683-00-3, S. 174ff, 186ff.
- Rik Reinking (Hrsg.): Street Art – meanwhile in deepest east anglia, thunderbirds were go. 1. Auflage. Gudberg, Hamburg 2014, ISBN 978-3-943061-08-6 (Ausstellungskatalog).